# Emilio Straudi
Emilio Straudi (Biella, 14 marzo 1930 – Ponderano, 3 agosto 2017) è stato un violinista, direttore d'orchestra e compositore italiano.

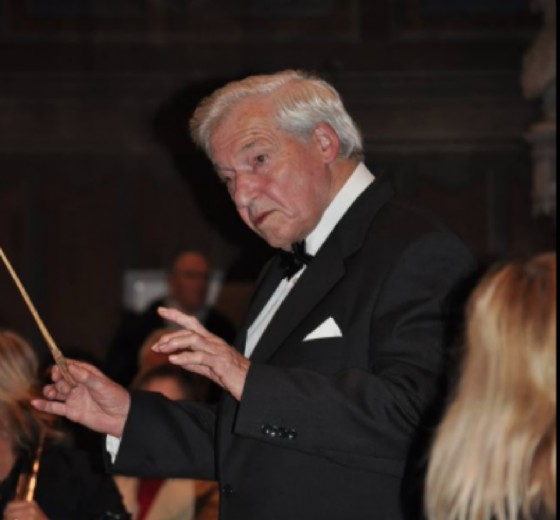
Emilio Straudi dirige l'Orchestra Filarmonica Biellese nel 2015.

È stata una figura cardine per il panorama musicale biellese.

## Biografia
Nato da una famiglia di umili origini, si impegna nello studio del violino e si diploma presso il conservatorio A. Vivaldi di Alessandria, per poi perfezionarsi presso l'Accademia Musicale Chigiana. Diventa a soli 27 anni direttore della Banda Verdi, la banda cittadina, per restarne alla guida fino al 1998. Nel 1966 fonda l'Orchestra d'archi biellese e, nel 1971, l'Orchestra Filarmonica Biellese. Fu anche per molto tempo organista del Duomo di Biella.
Amato per la sua cordialità e stimato per il suo impegno culturale, si dedicò in particolare alla formazione di giovani musicisti del suo territorio.